# Гексахлороосмат(IV) калия
Гексахлороосмат(IV) калия — неорганическое соединение,
комплексный хлорид калия и осмия с формулой K2OsCl6,
красные кристаллы,
растворяется в воде.

## Физические свойства
Гексахлороосмат(IV) калия образует красные кристаллы
кубической сингонии,
пространственная группа F m3m,
параметры ячейки a = 0,9749 нм, Z = 4.
Хорошо растворяется в воде,
слабо растворяется в этаноле.